# Pierre-Emmanuel Dalcin
Pierre-Emmanuel Dalcin, né le 15 février 1977 à Saint-Jean-de-Maurienne, est un skieur alpin français spécialiste de descente et de super G. Licencié au Douanes-Val Cenis, il commence sa carrière en coupe du monde en 1998 lors de la descente de Kitzbühel. Il compte une victoire en coupe du monde à son palmarès et a participé à deux reprises aux Jeux olympiques d'hiver, et arrête sa carrière en 2010.

## Carrière
Pierre-Emmanuel Dalcin commence sa carrière en coupe du monde par deux descentes à Kitzbühel en 1998, descentes qui se soldent par une disqualification et un abandon. Il obtient son premier top 10 en coupe du monde en 2001 lors du Super G de Val-d'Isère. Participant ensuite aux Jeux olympiques d'hiver de 2002 à Salt Lake City, il termine onzième de la descente. En 2004, il obtient son premier podium en coupe du monde, une deuxième place en super G à Garmisch-Partenkirchen à sept centièmes d'Hermann Maier. Sélectionné pour les  Jeux olympiques d'hiver de 2006 à Turin, il termine tout d'abord 11e de la descente remportée par Antoine Dénériaz. Lors du Super G, il domine la course et est en tête à la suite du passage des 17 premiers concurrents. Cependant l'épreuve est annulée en raison des conditions météorologiques. Lors de la reprise de la course, il ne termine pas l'épreuve, étant victime d'une sortie de piste. La saison suivante, il remporte sa première et unique victoire en coupe du monde en enlevant la descente de Val d'Isère. En 2009, il est victime d'une chute à Beaver Creek qui entraîne une fracture du radius ainsi que la rupture à chacun de ses genoux des ligaments croisé antéro-externe et latéral-médial. Suite de cette blessure, il annonce la fin de sa carrière en octobre 2010.
Il est consultant pour Eurosport depuis la saison décembre 2010.

## Palmarès

### Jeux olympiques
| Épreuve / Édition | Salt-Lake-City 2002 | Turin 2006 |
| Descente          | 11e                 | 11e        |
| Super G           | -                   | Ab.        |

### Championnats du monde
| Épreuve / Édition | Sankt Anton 2001 | Saint-Moritz 2003 | Bormio 2005 | Åre 2007 | Val d'Isère 2009 |
| Descente          | 15e              | 15e               | 31e         | 19e      | 18e              |
| Super G           | 9e               | Ab.               | 32e         | Ab.      | 22e              |

### Coupe du monde
- Meilleur classement au général : 35e en 2007
- 2 podiums dont 1 victoire en descente en 2007 (Val-d'Isère (France)) et un podium en super-G en 2004 (Garmisch-Partenkirchen (Allemagne))

#### Performances générales
Dalcin a pris 148 départs en Coupe du monde, la plupart en descente.
| Résultat  | Descente | Super-G | Slalom géant | Combiné | Slalom | Total |
| --------- | -------- | ------- | ------------ | ------- | ------ | ----- |
| 1re place | 1        | -       | -            | -       | -      | 1     |
| 2e place  | -        | 1       | -            | -       | -      | 1     |
| 3e place  | -        | -       | -            | -       | -      | -     |
| Top 10    | 4        | 3       | -            | -       | -      | 7     |
| Top 30    | 49       | 19      | -            | -       | -      | 68    |
| Autres    | 39       | 30      | -            | 2       | -      | 71    |
| Départs   | 93       | 53      | -            | 2       | -      | 148   |

mis à jour le 1er mars 2016.
| Saison / Épreuve | Saison / Épreuve | Général | Général | Descente | Descente | Super G | Super G | Combiné | Combiné |
| ---------------- | ---------------- | ------- | ------- | -------- | -------- | ------- | ------- | ------- | ------- |
| Saison / Épreuve | Saison / Épreuve | Class.  | Points  | Class.   | Points   | Class.  | Points  | Class.  | Points  |
| 1998             | 1998             | -       | 0       | -        | 0        |         |         |         |         |
| 1999             | 1999             | -       | 0       | -        | 0        | -       | 0       |         |         |
| 2000             | 2000             | 87e     | 51      | 32e      | 41       | 42e     | 10      |         |         |
| 2001             | 2001             | 55e     | 106     | 24e      | 90       | 40e     | 16      |         |         |
| 2002             | 2002             | 36e     | 208     | 20e      | 108      | 13e     | 100     |         |         |
| 2003             | 2003             | 62e     | 104     | 37e      | 30       | 20e     | 74      |         |         |
| 2004             | 2004             | 58e     | 122     | 41e      | 23       | 19e     | 99      |         |         |
| 2005             | 2005             | 100e    | 31      | 41e      | 22       | 40e     | 9       |         |         |
| 2006             | 2006             | 77e     | 61      | 26e      | 60       | 45e     | 1       |         |         |
| 2007             | 2007             | 35e     | 261     | 13e      | 227      | 27e     | 34      | -       | 0       |
| 2008             | 2008             | 85e     | 58      | 33e      | 47       | 38e     | 11      | -       | 0       |
| 2009             | 2009             | 85e     | 63      | 29e      | 63       | -       | 0       |         |         |
| 2010             | 2010             | 141e    | 7       | 52e      | 7        | -       | 0       |         |         |

### Championnats de France
- Champion de France de Descente en 2000
- Champion de France de Super G en 2006
- Vice-Champion de France de Super G en 2008, 3ème en 2000 et 2004
- 3ème aux Championnats de France de Descente en 2009